# 手掌おとがい反射
手掌頤反射 (しゅしょうおとがいはんしゃ) は、ヒトの原始反射の一つで、母指球 (親指のつけねのふくらみ) を刺激すると、オトガイ筋の収縮が見られる現象。前頭葉解放徴候 (正常成人では前頭葉の働きによって抑制されているが、何らかの理由で前頭葉に障害が生じ、抑制が外れた状態になると出現する徴候) のひとつでもある。1920年、ハンガリーのマリネスコ (en)とRadoviciが、若年の筋萎縮性側索硬化症患者について初めて報告した。これにちなみ、Marinesco-Radovici徴候とも呼ばれる。

## 手技と評価
母指球を鍵の先端などの棒状のもので近位から遠位 (手首から親指方向) に向けてこすると、同側のオトガイ筋 (おとがいから口角に向かって走行する筋) が収縮するのが、手掌おとがい反射である。検査の手技および判定基準には統一性がなく、様々な方法が提案されている (表1参照)。また出現の仕方 (同側性、体側性、両側性) と病変の局在は一致しない。
| 報告者                  | 方法                                          | 反射陽性の定義                |
| ----------------------- | --------------------------------------------- | ----------------------------- |
| Little and Masatti      | 綿棒で母指球をしっかりとこする                | 2回以上オトガイ筋が収縮       |
| Jacobs and Gossman      | 母指球を鍵で勢いよくひとこすり                | 同側のオトガイ筋が収縮        |
| Marti-Vilalta and Graus | 別の時間に2人の験者が母指球を示指の爪でこする | オトガイ筋の強い/弱い収縮     |
| Otomo                   | 母指球を鍵でこする                            | オトガイ筋が5回連続で収縮する |

正常な人でも出現することはあるが、オトガイ筋の収縮は弱く短時間で、繰り返し刺激で減衰する。一方病的な場合は筋収縮が強く、長時間続き、また繰り返し刺激でも誘発され続ける。さらに、病的な場合は、母指球以外の場所、例えば小指球、前腕、胸部、腹壁あるいは尿道カテーテルの刺激でもこの反射が誘発される。
小児の場合、早産児ではどのような状態 (覚醒、睡眠時、昏睡状態など) でもほぼ必発である。満期産の場合でも、生後数日ならほとんどの場合で誘発され、1歳から2歳にかけては60%程度、以後徐々に減って9歳から14歳までに消失するとの報告がされている。

## 臨床上の意味
臨床医にとって脳内病変の可能性を示す警報となる。しかし正常でもこの反射が出ること (偽陽性)、病気があっても反射が出ないこと (偽陰性) はよくある。反射が出るか出ないかだけでは、感度、特異度の向上にはつながらない。強く、持続的で、簡単に繰り返し起こり、また母指球以外への刺激でも誘発されるオトガイ筋の収縮であれば、より脳内病変の可能性が高い。
解放反射は以下のような疾患の診断や評価にとって有効である、例えば前頭葉の病変、水頭症、多発性硬化症、パーキンソン病、アルツハイマー病その他の認知症疾患、高齢者の転倒、加齢、HIV脳症、統合失調症、シルビウス裂領域の腫瘍、頭部外傷後など。しかし原始反射はそれぞれ、疾患によって出やすさが異なる。手掌おとがい反射は眉間反射の持続 (マイヤーソン徴候) と同様、パーキンソン病では認知症の有無にかかわらず出現しやすいが、アルツハイマー病でも見られる。原始反射のうち角膜下顎反射と手掌おとがい反射は、明らかに進行したパーキンソン病患者で出現率が高かった。パーキンソン病において誘発が顕著であり、錐体外路疾患に続発することが示唆される。
こうして長年他の原始反射とともに神経学的所見の一環として行われてきたが、パーキンソン病における特異的診断効果が十分評価されてはいなかった。Brodskyらはパーキンソン病、進行性核上性麻痺、多系統萎縮症のそれぞれの患者と対照群に対して手掌おとがい反射および眉間反射の出現度を調査した。この結果パーキンソン症候群では対照に比べてより多く誘発されたが、二つの反射でともに対照と有意差がみられたのはパーキンソン病だけ、進行性核上性麻痺では眉間反射のみ、多系統萎縮症ではいずれも統計学的有意差は見られなかった。それぞれの疾患での感度、特異度、陽性的中率 (所見が陽性のもののうち、実際にその疾患である割合) は表2の通り。
| 疾患名             | 感度 | 特異度 | 陽性的中率 |
| パーキンソン症候群 | 33.3 | 90.0   | 83.3       |
| パーキンソン病     | 34.1 | 90.0   | 77.8       |
| 進行性核上性麻痺   | 25.0 | 90.0   | 42.9       |
| 多系統萎縮症       | 42.9 | 90.0   | 42.9       |
| ------------------ | ---- | ------ | ---------- |